# Монохлорид иода
Монохлори́д ио́да — интергалогенид, бинарное неорганическое соединение иода и хлора с формулой ICl, тёмно-красная жидкость или рубиново-красные (α-форма) или красно-коричневые (β-форма) кристаллы. Реагирует с водой.

## Получение
- Действие хлора на иод:

{\displaystyle {\mathsf {Cl_{2}+I_{2}\ \xrightarrow {KOMH.} \ 2ICl}}}
- Разложение гексахлорида дииода:

{\displaystyle {\mathsf {I_{2}Cl_{6}\ {\xrightarrow {64-77^{o}C}}\ 2ICl+2Cl_{2}}}}

## Физические свойства
Монохлорид иода — тёмно-красная жидкость или кристаллы: рубиново-красные (α-форма) или красно-коричневые (β-форма).
Имеет две полиморфные формы:
- α-ICl, рубиново-красные кристаллы моноклинной сингонии, пространственная группа P 21/c, параметры ячейки a = 1,260 нм, b = 0,438 нм, c = 1,190 нм, β = 119,5°, Z = 8, d = 3,85 г/см3; плавится при 27,2 °C;
- β-ICl, красно-коричневые кристаллы моноклинной сингонии, пространственная группа P 21/c, параметры ячейки a = 0,8883 нм, b = 0,8400 нм, c = 0,7568 нм, β = 91,35°, Z = 8, d = 3,66 г/см3; плавится при 13,9 °C.

Растворяется в этаноле, сероуглероде и диэтиловом эфире, в трихлориде мышьяка, диоксиде серы, оксихлориде серы, безводной уксусной кислоте.
В газовой фазе энтальпия образования 17,4 кДж/моль, теплоёмкость при постоянном давлении 35,5 Дж/(моль·К), энтропия 239,9 Дж/(моль·К).
Кипит (с разложением) при 97,4 °C.

## Химические свойства
Свойства монохлорида иода определяются непрочностью и сильной поляризованностью связи {\displaystyle {\mathsf {I^{+}-Cl^{-}}}}.
Так, монохлорид иода обратимо разлагается при нагревании выше температуры кипения:
{\displaystyle {\mathsf {2ICl\ \rightleftarrows I_{2}+Cl_{2}}}}
Поляризация связи приводит к тому, что во многих случаях монохлорид иода выступает в роли источника катиона иода. Так, он реагирует с холодной водой с образованием иодноватистой кислоты:
{\displaystyle {\mathsf {ICl+H_{2}O\ {\xrightarrow {}}\ HCl+HIO}}}
При взаимодействии с горячей водой образовавшаяся иодноватистая кислота in situ диспропорционирует на иод и иодноватую кислоту:
{\displaystyle {\mathsf {5ICl+3H_{2}O\ {\xrightarrow {90^{o}C}}\ 5HCl+HIO_{3}+2I_{2}\downarrow }}},
аналогично протекает реакция при взаимодействии с щелочами:
{\displaystyle {\mathsf {3ICl+6NaOH\ {\xrightarrow {}}\ 3NaCl+2NaI+NaIO_{3}+3H_{2}O}}}
Хлорид иода может выступать как акцептором, так и донором хлорид-аниона. Так, в присутствии хлорид-анионов он образует комплексы — например, с концентрированной соляной кислотой и хлоридами тяжёлых щелочных металлов :
{\displaystyle {\mathsf {ICl+HCl\ \rightleftarrows \ H[ICl_{2}]}}}
{\displaystyle {\mathsf {ICl+CsCl\ \rightleftarrows \ Cs[ICl_{2}]}}}
При взаимодействии с кислотами Льюиса (AlCl3, SbCl5 и т. п.) монохлорид иода отщепляет хлорид-анион, образуя соли катиона I2Сl+:
{\displaystyle {\mathsf {2ICl+AlCl_{3}\ \rightleftarrows \ [I_{2}Cl]^{+}[AlCl_{4}]^{-}}}}
Горячая серная кислота окисляет хлорид иода до иодноватой кислоты:
{\displaystyle {\mathsf {ICl+2H_{2}SO_{4}\ {\xrightarrow {90^{o}C}}\ HCl+HIO_{3}+2SO_{2}\uparrow +H_{2}O}}}

## Применение в органическом синтезе
Монохлорид иода применяется в органическом синтезе при прямом иодировании ароматических соединений: благодаря поляризации связи атом иода в ICl более электрофилен, чем в I2, и хлорид иода является более энергичным иодирующим агентом, чем элементарный иод.
Монохлорид иода также способен присоединяться к двойным связям алкенов с образованием 1,2-хлориодалканов.